# Castelul princiar (Koblenz)
Castelul princiar din Koblenz a fost rezidența ultimului arhiepiscop din Trier Clemens Wenzeslaus von Sachsen, care a lăsat să fie clădit castelul la sfârșitul secolului al XVIII-lea. Mai târziu va fi rezidența guvernamentală militară a prinților prusaci, între ei fiind și viitorul  împărat german Wilhelm I. Azi este sediul oficial al funcționarilor federali germani. Arhitectura castelului este în stilul francez al clasicismului timpuriu, la fel ca și Castelul Wilhelmshöhe din Kassel, sau Castelul princiar (Münster).